# Ga Saint-Lazare
Paris Saint-Lazare là một trong sáu ga cuối chính của hệ thống đường sắt quốc gia Pháp SNCF tại Paris. Đây là nhà ga bận rộn thứ hai châu Âu với 100 triệu hành khách trung chuyển mỗi năm. Ga Saint-Lazare được xây dựng đầu thế kỷ 18, lần đầu đưa vào sử dụng năm 1837. Tòa nhà nhà ga là một tác phẩm của kiến trúc sư Juste Lisch, và do nhà thầu Eugene Flachat xây dựng.